# Parabordo

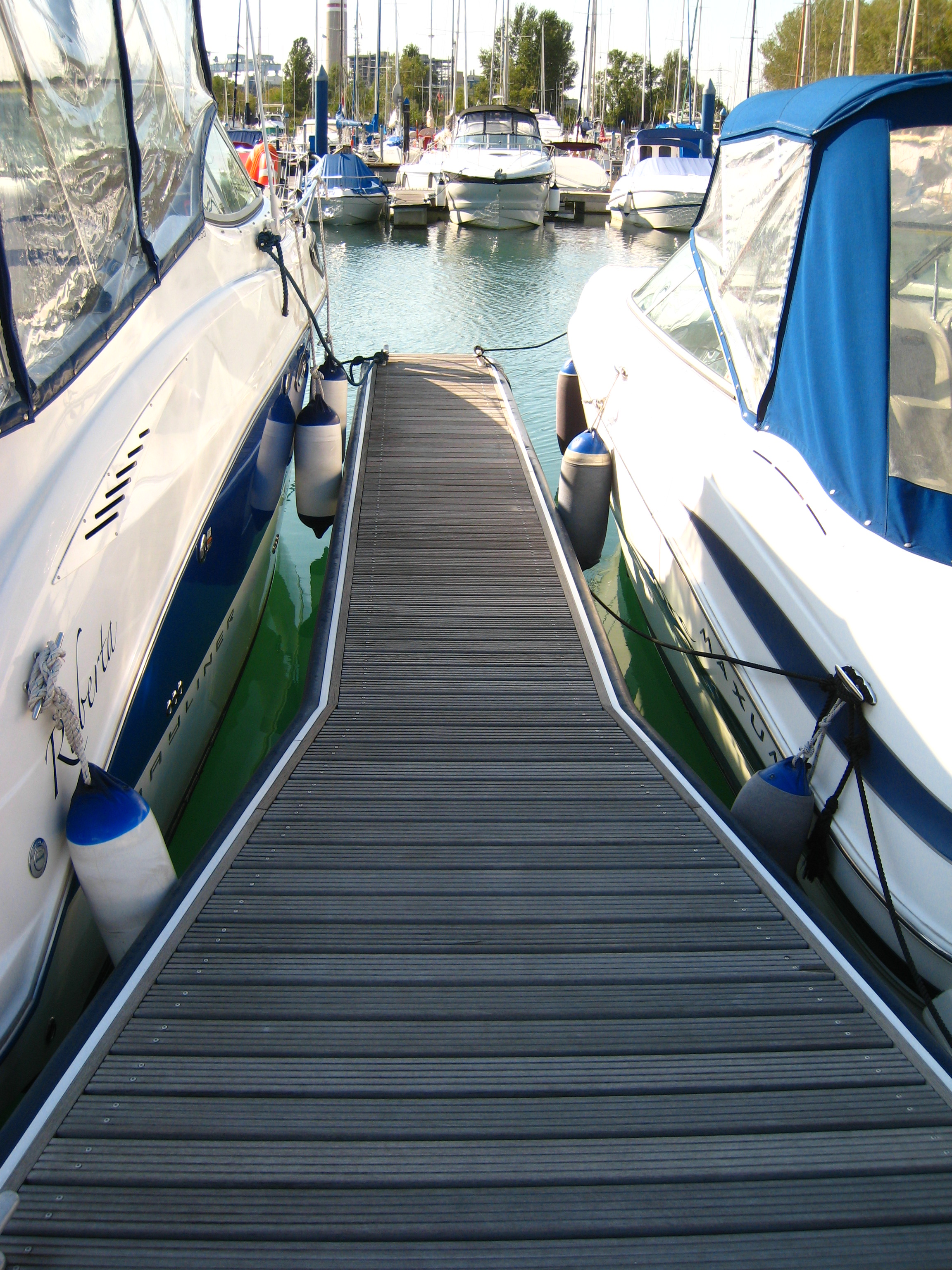
Parabordi cilindrici in opera tra le fiancate delle imbarcazioni ed un pontile galleggiante

Il parabordo è un corpo elastico che viene posto a riparo della fiancata dell'imbarcazione per proteggerla da urti o sfregamenti contro la banchina di ormeggio o contro altre imbarcazioni affiancate.

## Descrizione
Può essere di varie forme (cilindrico, sferico, piatto, ecc.), di vario materiale (corda, sughero, gomma, plastica, ecc.), di varia consistenza (pieno, ripieno di schiuma, vuoto, gonfiabile, ecc.), ma è importante che sia di materiale elastico e che sia sistemato in modo da coprire tutta l'estensione del possibile movimento reciproco tra le superfici che possono venire a contatto.
Per le piccole imbarcazioni il parabordo è un elemento mobile, che si utilizza legandolo in coperta ed appendendolo alla murata, interponendolo così tra l'imbarcazione e la banchina. 

Per i moli dove attraccano grosse navi, il parabordo è invece una attrezzatura fissa, costituita da grossi respingenti (generalmente di gomma rigida) fissati direttamente alla parete verticale del molo.

## Galleria d'immagini

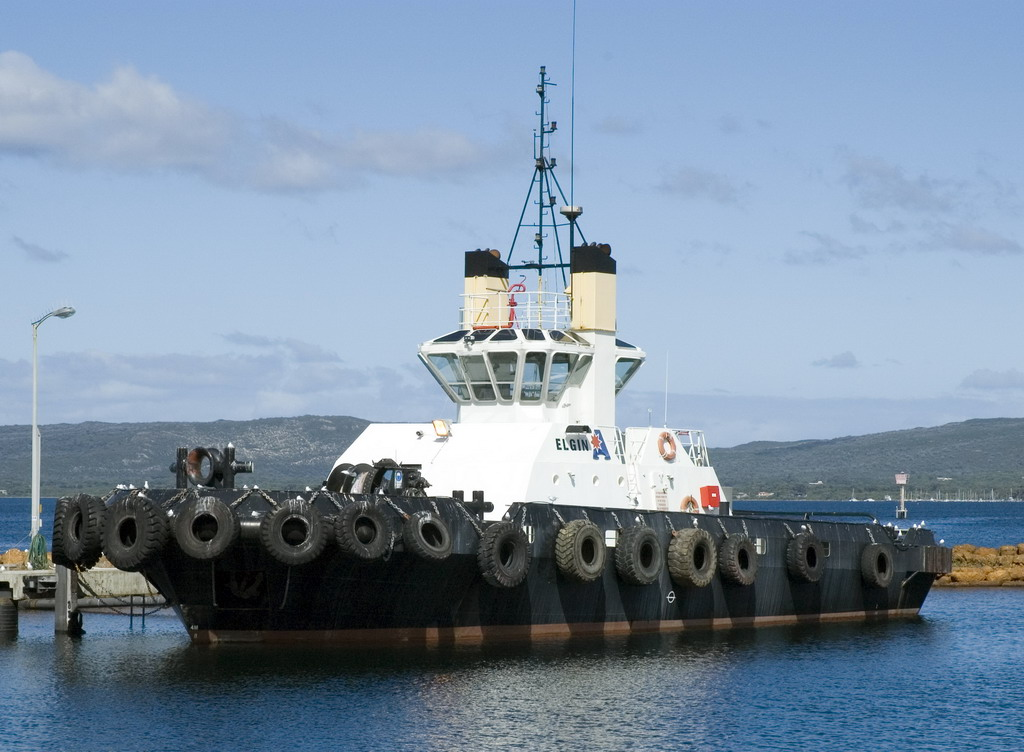
Un parabordo poco costoso è costituito da vecchi copertoni di automobili o di autocarri
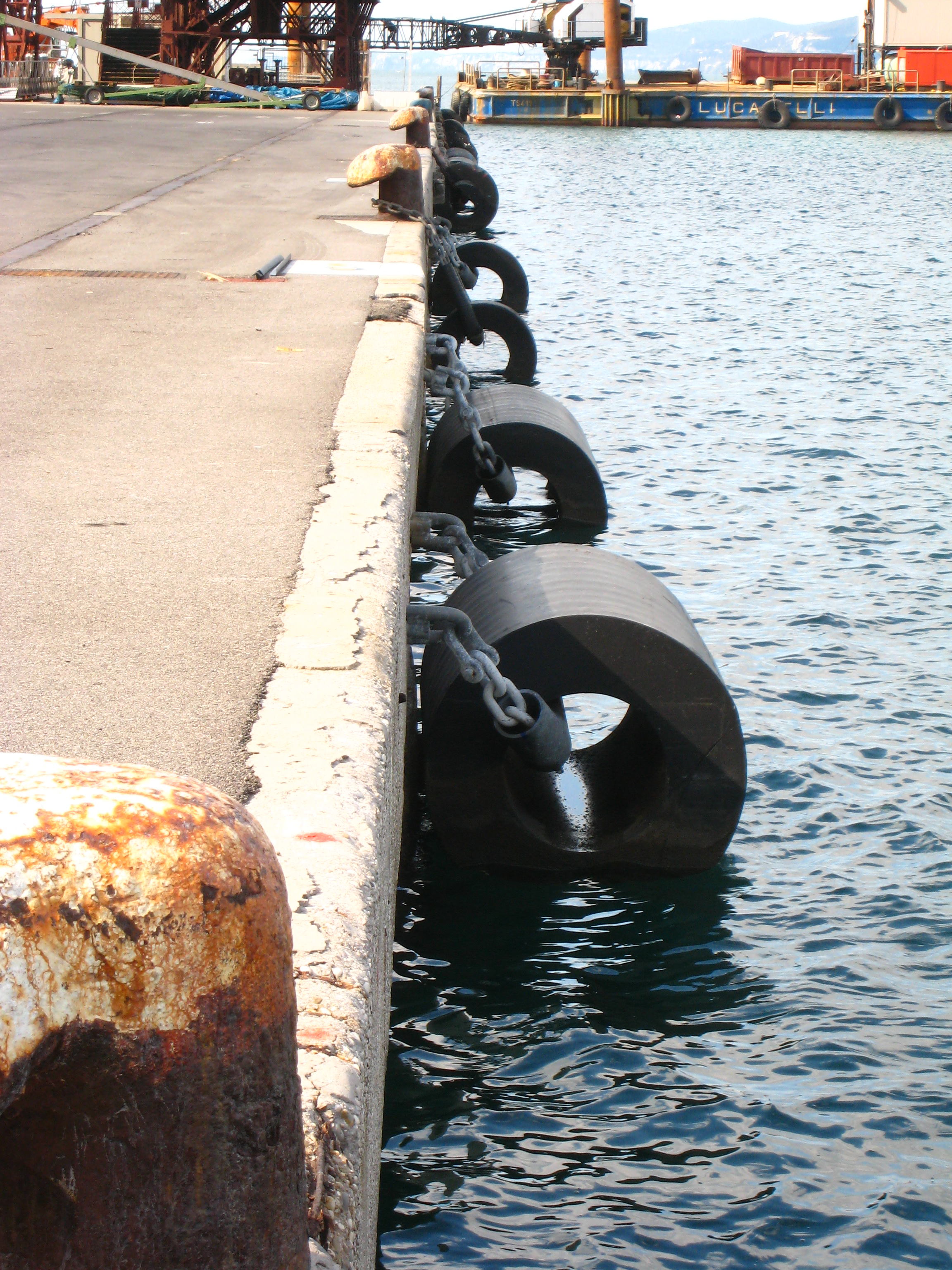
Parabordi fissi sul lato di un molo
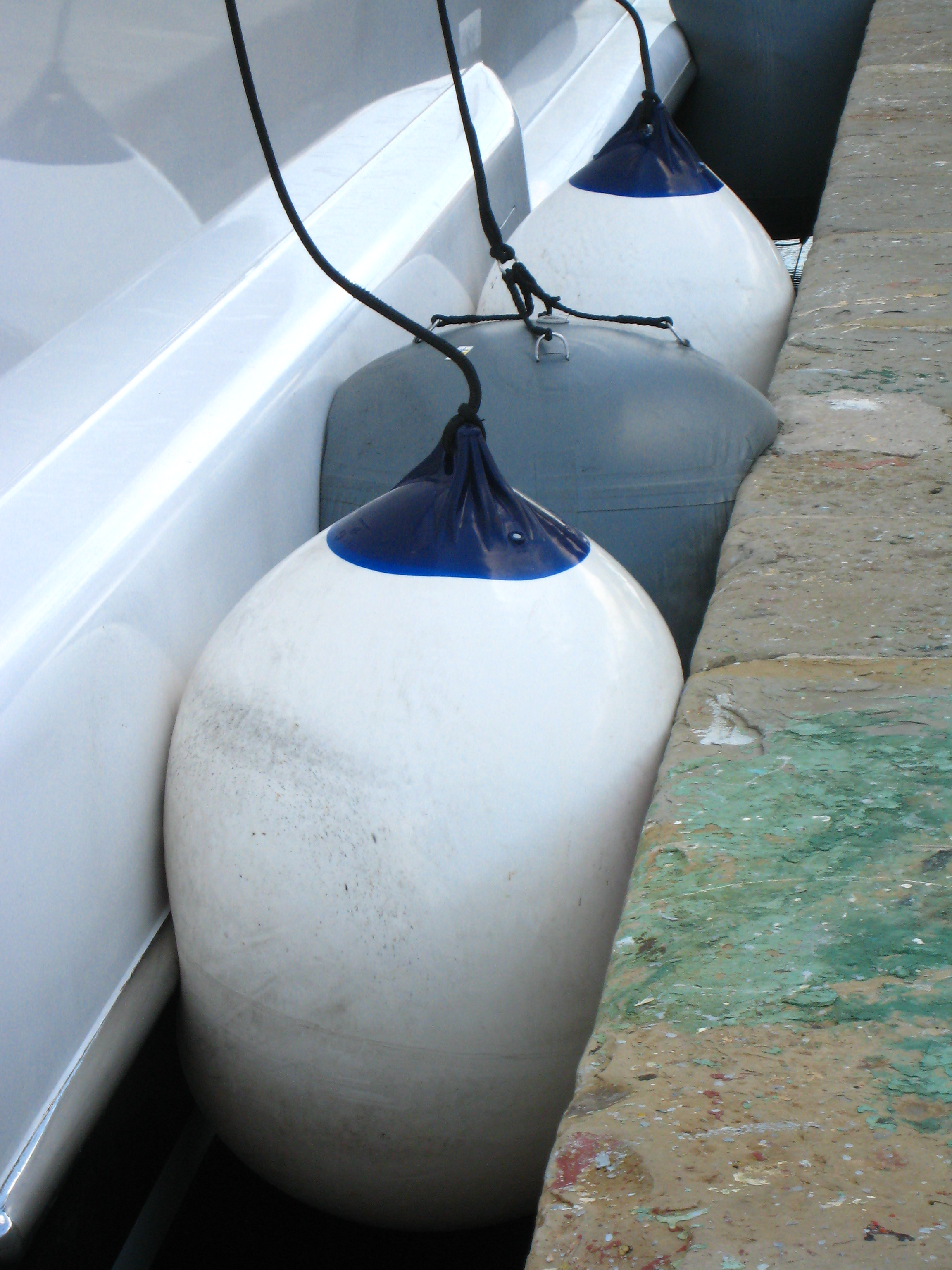
Parabordi frapposti tra un grande yacht ed un molo
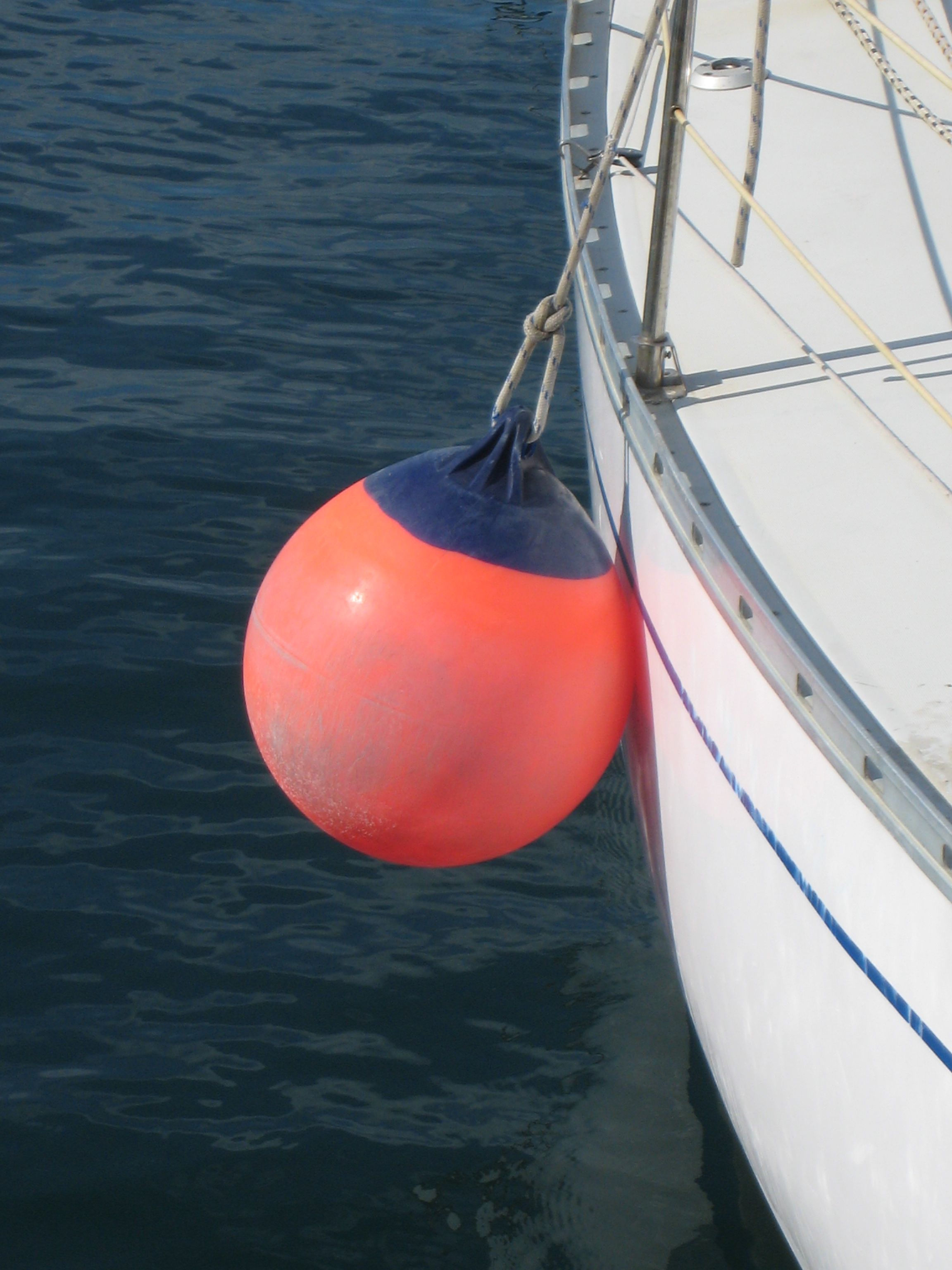
Un parabordo sferico